# アジア太平洋通信社機構
アジア太平洋通信社機構（アジアたいへいようつうしんしゃきこう、英語: Organization of Asia-Pacific News Agencies、略称：OANA、オアナ）はアジア太平洋地域にあるUNESCOの正式加盟国の通信社によって構成される通信社の国際組織である。設立当初の名称はアジア通信社連盟（Organisation of Asian News Agencies）であったが、1979年に現在の名称へと変更された。
アジア通信社連盟は1961年にUNESCOが主導して設立された。OANAでは加盟通信社から提供される記事を含むニュースの配信を行っている。

## メンバー
OANAの会員は以下のとおり。
| 通信社名                               | 国               |
| -------------------------------------- | ---------------- |
| アゼルバイジャン国営電信社             | アゼルバイジャン |
| トレンド通信社                         | アゼルバイジャン |
| バーフタル通信社                       | アフガニスタン   |
| エミレーツ通信社                       | アラブ首長国連邦 |
| イエメン通信社                         | イエメン         |
| 国営イラク通信社                       | イラク           |
| イスラム共和国通信社                   | イラン           |
| メフル通信社                           | イラン           |
| ファールス通信社                       | イラン           |
| インド報道信託                         | インド           |
| アジアンニュース・インターナショナル   | インド           |
| アンタラ                               | インドネシア     |
| オーストラリアAP通信                   | オーストラリア   |
| オマーン通信社                         | オマーン         |
| カズインフォルム                       | カザフスタン     |
| ハバル                                 | カザフスタン     |
| カタール通信社                         | カタール         |
| クメール通信社                         | カンボジア       |
| キルギス通信社                         | キルギス         |
| クウェート通信社                       | クウェート       |
| サウジ通信社                           | サウジアラビア   |
| シリア・アラブ通信社                   | シリア           |
| スリランカ国営通信社                   | スリランカ       |
| MCOT                                   | タイ             |
| 聯合ニュース                           | 韓国             |
| 新華社通信                             | 中国             |
| 朝鮮中央通信社                         | 北朝鮮           |
| アナドル通信社                         | トルコ           |
| 時事通信社                             | 日本             |
| 共同通信社                             | 日本             |
| ラストリヤ・サマチャル・サマティ       | ネパール         |
| バーレーン通信社                       | バーレーン       |
| パキスタン・プレス・インターナショナル | パキスタン       |
| パキスタンAP通信                       | パキスタン       |
| バングラデシュ国営通信社               | バングラデシュ   |
| バングラデシュ連合ニュース             | バングラデシュ   |
| フィリピン通信社                       | フィリピン       |
| ベトナム通信社                         | ベトナム         |
| ベルナマ                               | マレーシア       |
| モンゴル通信社                         | モンゴル         |
| ラオス通信社                           | ラオス           |
| イタルタス通信                         | ロシア           |
| RIAノーボスチ                          | ロシア           |